# 호찌민 시청
호찌민시 인민위원회 청사(베트남어: Trụ sở Ủy ban Nhân dân Thành phố Hồ Chí Minh), 통칭 호찌민 시청, 사이공 시청은 1902년부터 1908년까지 당시 사이공 시청으로 프랑스 식민지 양식으로 지어졌다. 1975년 이후 호치민 인민위원회 청사로 불린다.
호치민 시청의 우아한 콜로니얼 건축은 공개되지 않음에도 불구하고 관광객들에게 인기있는 기념사진 촬영 포인트가 되고 있다. 외관의 촬영이 가능한데, 근접 촬영은 기본적으로 금지하고 있으며, 촬영시 주변의 경비원에게 제제를 당할 수 있다. 특히 야간에 조명을 받은 건물이 아름답다.

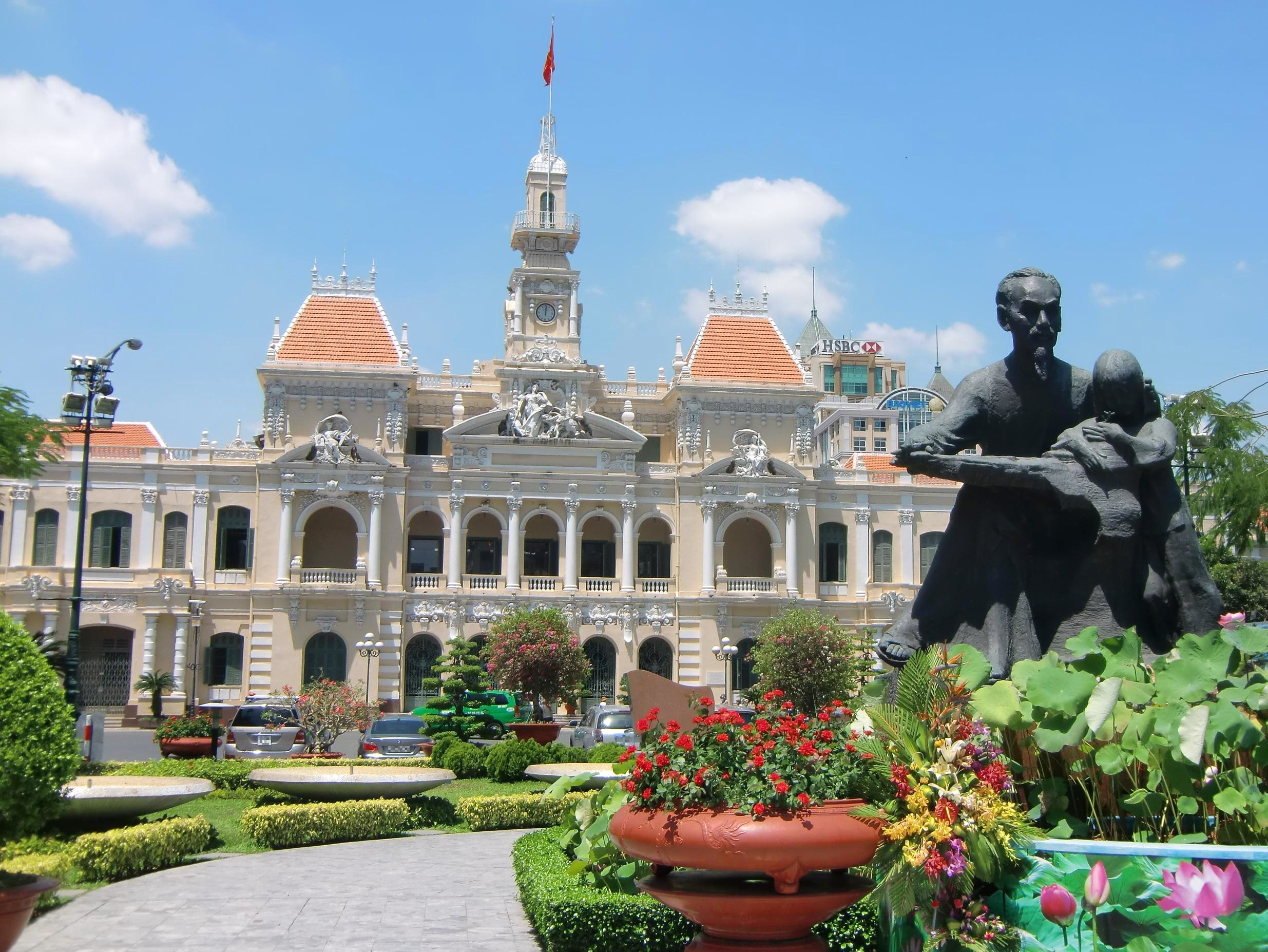
호찌민 동상

1990년에는 호찌민 탄생 100주년을 기념하여 건물 정면 공원에 호찌민의 청동상이 설치되었다. 이것은 걸터앉은 ‘호아저씨’에게 다가가는 소녀의 동상이다.
2015년 5월에는 새로운 형상으로 대체했다. 새로운 형상 또한 청동으로 높이는 7.2m이며, 지지자들에게 인사하는 모습의 입상이다.

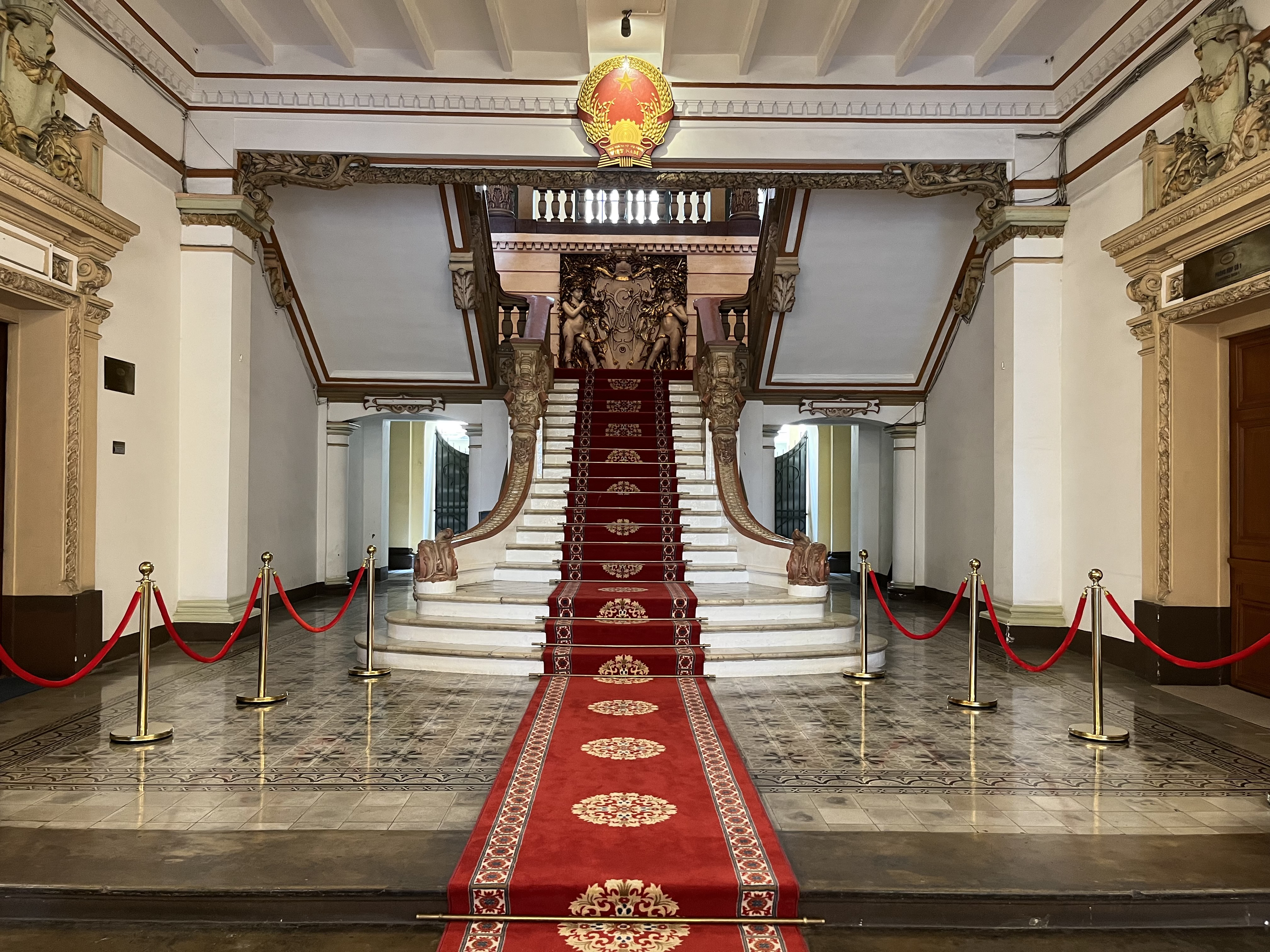
시청 내부

호치민시의 1군에 위치한 매우 알기 쉬운 입지이다. 벤타인 시장 앞 로터리에서 러로이 거리를 북동으로 가서, 구엔후에 거리 교차로에서 좌회전하면 정면에 보이는 것이 인민위원회 청사이다. 러로이 대로는 2, 3, 13, 36번 버스가 다니고 있으므로 그것을 이용하여 4번째 정류장에서 내리면 된다.